# Besturend Lichaam van Jehova's getuigen
Het Besturend Lichaam is het hoofdbestuur van Jehova's getuigen. Het bepaalt de interpretatie van de Bijbel van de geloofsgemeenschap en geeft leiding aan hun wereldwijde organisatie. Hun leerstellingen worden verspreid in de publicaties die het Wachttoren-, Bijbel- en Traktaatgenootschap drukt, met name via het tijdschrift De Wachttoren. Het Besturend Lichaam stelt zich verantwoordelijk voor het opstellen van beleid en leerstellingen, het voorbereiden van materiaal voor publicaties en alle bijeenkomsten van Jehova's getuigen, het bestuur van de bijkantoren wereldwijd en het leiden van en toezien op alle  activiteiten van de leden van de geloofsgemeenschap. Leden van het Besturend lichaam worden geselecteerd op basis van coöptatie en benoeming is (in principe) voor het leven. Op dit moment kent het Besturend Lichaam 8 leden (zie tabel hieronder).
Jehova's getuigen geloven dat het Besturend Lichaam "de getrouwe en beleidvolle slaaf" is (de term die in de Nieuwewereldvertaling wordt gehanteerd in Matteüs 24:45). Het Besturend Lichaam beweert door God geleid te worden, maar ze beweren niet door God geïnspireerd te zijn. De onderwezen leerstellingen, interpretaties van Bijbelse profetieën en grondslagen voor uitsluiting uit de gemeente van Jehova's getuigen weerspiegelen de consensus binnen het Besturende Lichaam van dat moment en kunnen worden gewijzigd. Het Besturend Lichaam verklaart deze veranderingen in theologisch inzicht door toename van het licht. Enkele standpunten zijn verlaten maar later weer opnieuw ingenomen. Ondanks dat verbiedt het Besturend Lichaam Jehova's getuigen te spreken over interpretaties die strijdig zijn met de meest recente interpretaties van het Besturend Lichaam zoals gepubliceerd in de publicaties van het Wachttorengenootschap. Indien een Jehova's getuige na twee officiële waarschuwingen van het lokale leiderschap blijft spreken over de afwijkende interpretatie, leidt dat tot uitsluiting. Indien iemand denkt een beter inzicht op een bepaald onderwerp uit de Bijbel te hebben, wordt hij verondersteld zijn interpretatie aan niemand te vertellen en geduldig te wachten op gepubliceerd inzicht in de publicaties van het Wachttorengenootschap.

## Geschiedenis
Het Wachttorengenootschap werd sinds het verkrijgen van rechtspersoonlijkheid bestuurd door een president en directieraad. Tot 1976 oefende de president volledige controle uit over doctrines, publicaties en activiteiten van het Wachttorengenootschap en de religieuze denominaties waarmee het verbonden was — de Bijbelonderzoekers en Jehova's getuigen. Toen Joseph Franklin Rutherford, de tweede president van het Wachttorengenootschap, in 1917 tegenstand ondervond van de directeuren, ontsloeg hij hen; in 1925 verwierp hij het besluit van het uitgeverscomité — waarvan door Charles Taze Russell was bepaald dat zij na zijn dood verantwoordelijk zouden zijn voor de redactie van "De Wachttoren" — toen dit comité een artikel wilde tegenhouden waarin Rutherford een aantal doctrines rondom het jaar 1914 wilde veranderen. In 1931 werd het uitgeverscomité ontbonden.
In 1943 beschreef "De Wachttoren" het Wachttorengenootschap als het "juridische besturende lichaam" van gezalfde Jehova's getuigen. Een jaar later stelde het tijdschrift, in een artikel waarin democratische verkiezing van ouderlingen werd afgewezen, dat het aanstellen van gemeentedienaren de verantwoordelijkheid was van "een zichtbaar besturend lichaam onder Jehova God en Zijn Christus". De term "Besturend Lichaam" werd geïntroduceerd in 1944 toen de aandeelhoudersstructuur van het Wachttorengenootschap werd herzien. In antwoord op een vraag over de bestuursstructuur van het Wachttorengenootschap antwoordde Milton Henschel kort daarna: "Het Besturende Lichaam bestaat uit zeven bedienaren die dienen als een bestuursraad." In de jaren hierna werd de rol en specifieke identiteit van het besturend lichaam niet nader toegelicht. In 1955 stelde een organisatorisch handboek: "Tijdens de periode sinds de Heer tot zijn tempel kwam, is zijn zichtbare besturende lichaam geïdentificeerd als de bestuursraad van deze corporatie." In een verwijzing naar een bijeenkomst in 1957, zei een publicatie in 1959 dat "het geestelijke besturend lichaam van Jehova's getuigen de ontwikkelingen volgde [toen] de president van het Wachttorengenootschap [handelde]". In het 1970 Yearbook of Jehovah's Witnesses werd opgemerkt dat de corporatie "Watch Tower Bible and Tract Society of Pennsylvania" de organisatie was om de activiteiten van Jehova's getuigen te plannen en om hen te voorzien van "geestelijk voedsel" en stelde vervolgens: "In werkelijkheid is het besturend lichaam van Jehova's getuigen de directieraad van de Watch Tower Bible and Tract Society of Pennsylvania."

### Reorganisatie
Op 1 oktober 1971 sprak Frederick William Franz, vicepresident van het Wachttorengenootschap, op de jaarvergadering van de corporatie uit Pennsylvania en zei dat de wettelijke corporatie van het Wachttorengenootschap een "agentschap" of "tijdelijk instrument" was dat door het Besturend Lichaam werd gebruikt namens de "getrouwe en beleidvolle slaaf". Drie weken later, op 20 oktober, werden vier mannen toegevoegd aan de zeven leden van de directieraad van het Wachttorengenootschap en vormde wat bekend kwam te staan als een afzonderlijk, groter Besturend Lichaam. De directieraad was tot dan toe sporadisch bij elkaar gekomen, gewoonlijk alleen om de aankoop van vastgoed of machines te bespreken. Besluiten inzake materiaal dat in de publicaties van het Wachttorengenootschap zou verschijnen, werden overgelaten aan de president en vicepresident, Nathan Homer Knorr en Fred Franz. In The Watchtower van 15 december 1971 werd ten slotte voor het eerst ondubbelzinnig gesproken over het "Besturend Lichaam van Jehova's getuigen" als de groep mannen die de geloofsgemeenschap bestuurde, in een serie artikelen die de rol van de groep verklaarde, inclusief de relatie met het Wachttorengenootschap.
De focus op het nieuwe concept van "theocratisch" leiderschap werd begeleid door de bewering dat de structuur in feite niet nieuw was: The Watch Tower verklaarde dat "een besturend lichaam verscheen" enige tijd na de oprichting van Zion's Watch Tower Society in 1884, hoewel er op dat moment niet zo naar werd verwezen. Het artikel beweerde dat de toenmalig president van het Wachttorengenootschap, Charles Taze Russell, een lid van het besturend lichaam was geweest. In het 1972 Yearbook of Jehovah's Witnesses werd beweerd dat na de dood van Rutherford in 1942 "een van de eerste dingen waartoe het besturend lichaam besloot, het oprichten van de Theocratische Bedieningsschool was" en voegde toe dat het "besturend lichaam" miljoenen boeken en Bijbels had gepubliceerd in de voorgaande dertig jaar. Raymond Franz sprak deze beweringen tegen en stelde dat de wijze waarop Russell, Rutherford en Knorr handelden, waarbij zij de directieraad negeerden en besluiten namen zonder de directieraad te consulteren, bewijzen dat de Bijbelonderzoekers en Jehova's getuigen tot 1976 onder een "monarchisch" bestuur vielen, zonder dat enig besluit werd genomen door een zogenaamd "besturend lichaam".
In 1972 werd het concept van het "Besturend Lichaam" in het artikel Question From Readers in The Watchtower verder benadrukt; het tijdschrift stelde dat de term een agentschap aanduidt dat beleid en organisatorisch bestuur uitstippelt, voor leiding en regelingen zorgt en daarom "passend, juist en schriftuurlijk" was. In 1976 gaven organisatorische wijzigingen in de topstructuur van het Wachttorengenootschap meer macht en autoriteit aan het Besturend Lichaam.

### Zuivering van het hoofdkantoor
Raymond Franz beweerde dat in 1980 een ongemakkelijk gevoel ontstond bij enkele leden van het Besturend Lichaam inzake doctrines rond de betekenis van 1914. In februari van dat jaar wezen drie leden op het feit dat degenen die in leven waren geweest in 1914 uitstierven, ondanks de leer dat hun generatie zou leven om Armageddon mee te maken. Zij stelden voor de doctrine inzake "de generatie" zo te wijzigen dat deze term degenen zou aanduiden die getuige waren geweest van de lancering van de Russische satelliet Spoetnik in 1957, die zou worden beschouwd als een 'teken in de hemel'. Het voorstel, dat de termijn voor Armageddon zou verlengen met 43 jaar, slaagde er niet in een meerderheid te krijgen. James Penton en Heather en Gary Botting beweerden dat interne ontevredenheid met officiële doctrines bleven groeien, wat leidt tot een reeks geheime onderzoeken en gerechtelijke hoorzittingen. Als gevolg daarvan leidde het Besturend Lichaam in april en mei 1980 een zuivering van dissidente personeelsleden op het hoofdkantoor in Brooklyn. Raymond Franz beweerde dat hij werd gedwongen uit te treden uit het Besturend Lichaam en hij later werd uitgesloten uit de geloofsgemeenschap.
Het Wachttorengenootschap reageerde met een nieuwe, verharde houding ten opzichte van de behandeling van de uitgesloten Jehova's getuigen. In zijn studie van 1997 van de geloofsgemeenschap oordeelde Penton  dat sinds Raymond Franz' uitsluiting in 1980 het Besturend Lichaam steeds conservatiever werd, steeds meer weerstand tegen veranderingen van het beleid en leerstellingen ontwikkelde en een verhoogde neiging om dissidenten te isoleren binnen de organisatie door middel van uitsluiting.

### Na 1980
Het Besturend Lichaam heeft nooit een juridische status gehad en opereert via het Wachttorengenootschap en de directieraad daarvan. Ook na de wijzigingen in 1971 en 1976 waren uitsluitend leden van het Besturende lichaam de directieleden van het Wachttorengenootschap, maar dit is tegen het einde van de twintigste eeuw losgelaten. Tot eind 2012 werd het Besturend Lichaam beschreven als de vertegenwoordiger en "woordvoerder" van Gods "getrouwe en beleidvolle slaaf-klasse" (de ongeveer 10.800 overgebleven "gezalfde" Jehova's getuigen), hoewel in de praktijk geen toetsing plaatsvond of advies werd ingewonnen van andere "gezalfden" dan hooggeplaatste leden van de staf op het hoofdbureau van het Wachttorengenootschap in Brooklyn, New York (Verenigde Staten), waar het Besturend Lichaam zetelt. Op de Jaarvergadering 2012 van het Wachttorengenootschap werd aangekondigd dat het Besturend Lichaam "de getrouwe en beleidvolle slaaf" is.

## Bestuursstructuur
Het Besturend Lichaam vergadert wekelijks; deze vergaderingen zijn besloten. Publicaties van het Wachttorengenootschap publiceren geen agenda, notulen of besluiten van de vergaderingen. Tot 1976 moesten besluiten van het Besturend Lichaam unaniem worden genomen, maar sindsdien is een tweederdemeerderheid van het volledige lichaam voldoende om besluiten te nemen, ongeacht het aantal aanwezige leden. Raymond Franz was lid van het Besturend Lichaam en heeft een boek geschreven waarin (onder andere) de interne werking van het Besturend Lichaam beschreven wordt.

### Comités
Het Besturend Lichaam werkt door middel van zes comités, elk bestaande uit leden van het Lichaam, die verschillende bestuurlijke functies uitoefenen:
- Het Coördinatorscomité behandelt wereldwijd noodsituaties, vervolging, rampen en andere dringende zaken, zoals onderzoek door wereldlijke autoriteiten. Het bestaat uit de coördinatoren, of een afgevaardigde, van elk van de andere comités van het Besturend Lichaam en een secretaris die ook lid is van het Besturend Lichaam. Het is verantwoordelijk voor een soepele en efficiënte werking van de andere comités.
- Het Personeelscomité draagt zorg voor de vrijwilligers die op het hoofdbureau en bijkantoren werken (Jehova's getuigen noemen dit Bethel). Het ziet toe op de personele en geestelijke bijstand van het personeel op Bethel en het selecteren en uitnodigen van nieuwe medewerkers op Bethel.
- Het Uitgeverscomité voert het opzicht uit op het uitgeven, drukken en transport van lectuur, maar ook op juridische aspecten die samenhangen met het drukwerk, zoals het aankopen van de benodigde drukinstallaties. Dit comité is verantwoordelijk voor de drukkerijen zelf, alle apparatuur en financiële aspecten van de uitgeversorganisatie van Jehova's getuigen.
- Het Dienstcomité voert het opzicht uit over de evangelisatie-activiteiten van Jehova's getuigen, inclusief het werk van reizende opzieners, pioniers en de activiteiten van gemeenteverkondigers. Het voert het opzicht uit over de communicatie tussen het hoofdbureau, de bijkantoren en de gemeenten. Het bestudeert de jaarlijkse rapporten inzake de activiteiten die worden aangeleverd door de bijkantoren. Het is verantwoordelijk voor de uitnodiging aan participanten op de Gilead-school, de Bedienaren Opleiding School en de opleiding voor reizende opzieners; ook wijst het de deelnemers aan deze opleidingen toe aan de plaats waar zij dienst zullen verrichten.
- Het Onderwijscomité voert het opzicht uit op het programma voor gemeentevergaderingen, speciale dagvergaderingen, kringvergaderingen, districtscongressen en internationale congressen, alsook voor diverse scholen voor ouderlingen, dienaren in de bediening, pioniers en zendelingen, zoals Gilead. Het voert het opzicht uit op het bereiden van het materiaal dat bij de opleidingen wordt gebruikt en ook op het ontwikkelen van nieuwe audio- en videoprogramma's.
- Het Schrijverscomité voert het opzicht uit op het schrijven en vertalen van al het materiaal dat door het Wachttorengenootschap wordt uitgegeven, inclusief draaiboeken voor drama's en schema's voor lezingen. Het zorgt voor het beantwoorden van Schriftuurlijke, leerstellige en morele onderwerpen, specifieke problemen in gemeenten en kwesties inzake de formele positie van leden in de gemeenten. Ook alle vertaalwerkzaamheden vallen onder de verantwoordelijkheid van dit comité.

### Helpers
In De Wachttoren van 15 april 1992 trok een artikel getiteld "Jehovah's voorziening, de 'gegevenen'" een parallel tussen de niet-Israëlieten uit de oudheid die waren aangesteld om taken in de tempel uit te voeren (de "Nethinim" en "zonen van de dienstknechten van Salomo") en de hedendaagse inzet van ouderlingen die behoren tot de klasse van "andere schapen" of "grote schare" (beide termen duiden hen aan die niet belijden te behoren tot de 144.000 "gezalfden" die een hemelse opstanding krijgen) in posities die onder directe verantwoordelijkheid vallen van het Besturend Lichaam.
Zowel in die uitgave van De Wachttoren als in het 1993 Jaarboek van Jehovah's Getuigen stond dezelfde aankondiging:

Met het oog op de enorme toename over de hele wereld lijkt het passend het Besturende Lichaam van wat extra hulp te voorzien. Er is daarom besloten verscheidene helpers, in hoofdzaak afkomstig uit de grote schare, uit te nodigen een aandeel te hebben aan de vergaderingen van elk van de comités van het Besturende Lichaam, te weten het Personeel-, Uitgevers-, Dienst-, Onderwijs- en Schrijverscomité. Op deze manier zal het aantal van hen die de vergaderingen van elk van deze comités bijwonen, verhoogd worden tot zeven à acht. Onder leiding van de comitéleden die deel uitmaken van het Besturende Lichaam, zullen deze assistenten aan de besprekingen deelnemen en zullen zij verscheidene toewijzingen, die hun door het comité gegeven worden, behartigen. Deze nieuwe regeling gaat in per 1 mei 1992. Al vele jaren inmiddels is het aantal leden van het overblijfsel van gezalfde christenen aan het afnemen, terwijl de toename van de grote schare al onze verwachtingen heeft overtroffen.

Elk van de leden van het Besturend Lichaam heeft gediend als een "helper" voordat hij werd aangesteld als een lid van het Besturend Lichaam zelf. Naast de doctrinaire kant van de zaak (namelijk dat niet-gezalfden geen deel kunnen uitmaken van het hoogste bestuur van Jehova's getuigen), is er dus ook een praktische kant van de zaak en dient de aanstelling als "helper" ook als een soort proef- en/of leerperiode.

## Leden

### Huidige leden
| Naam             | Aanstelling |
| ---------------- | ----------- |
| Gerrit Lösch     | 1994        |
| Samuel F. Herd   | 1999        |
| M. Stephen Lett  | 1999        |
| David H. Splane  | 1999        |
| Geoffrey Jackson | 2005        |
| Marc Sanderson   | 2012        |
| Kenneth Cook     | 2018        |
| Gage Fleegle     | 2023        |
| Jeffrey Winder   | 2023        |

### Voormalige leden
| Overleden               | Periode     | Reden einde lidmaatschap |
| ----------------------- | ----------- | ------------------------ |
| Frederick William Franz | 1971 - 1992 | Overleden                |
| Raymond Franz           | 1971 - 1980 | Ambt neergelegd          |
| George D. Gangas        | 1971 - 1994 | Overleden                |
| Leo K. Greenlees        | 1971 - 1984 | Ambt neergelegd          |
| John O. Groh            | 1971 - 1975 | Overleden                |
| Milton George Henschel  | 1971 - 2003 | Overleden                |
| William K. Jackson      | 1971 - 1981 | Overleden                |
| Nathan Homer Knorr      | 1971 - 1977 | Overleden                |
| Grant Suiter            | 1971 - 1983 | Overleden                |
| Thomas J. Sullivan      | 1971 - 1974 | Overleden                |
| Lyman Alexander Swingle | 1971 - 2001 | Overleden                |
| William Lloyd Barry     | 1974 - 1999 | Overleden                |
| John C. Booth           | 1974 - 1996 | Overleden                |
| Ewart Chitty            | 1974 - 1978 | Ambt neergelegd          |
| Charles J. Fekel        | 1974 - 1977 | Overleden                |
| Karl F. Klein           | 1974 - 2001 | Overleden                |
| Theodore Jaracz         | 1974 - 2010 | Overleden                |
| Albert D. Schroeder     | 1974 - 2006 | Overleden                |
| Daniel Sydlik           | 1974 - 2006 | Overleden                |
| Carey W. Barber         | 1977 - 2007 | Overleden                |
| John E. Barr            | 1977 - 2010 | Overleden                |
| Martin Pötzinger        | 1977 - 1988 | Overleden                |
| Guy H. Pierce           | 1999 - 2014 | Overleden                |
| Anthony Morris          | 2005 - 2023 | Onbekend                 |